# Тейлор, Кристиан
Кристиан Тейлор (англ. Christian Taylor, род. 18 июня 1990 года в Фейетвилле, Джорджия, США) — американский легкоатлет, который специализируется в тройном прыжке. Олимпийский чемпион 2012 и 2016 годов, четырёхкратный чемпион мира 2011, 2015, 2017, 2019 годов. Обладатель второго результата в истории тройного прыжка (18 м 21 см, 27 августа 2015). Также выступает на дистанции 400 метров и является победителем чемпионата мира по эстафетам 2014 года в дисциплине 4 по 400 метров.
Первых серьёзных успехов в спорте добился в 2007 году, когда на чемпионате мира среди юношей выиграл золотую медаль в тройном прыжке и бронзу в прыжке в длину. Будучи студентом флоридского университета он 3 раза был победителем национальной студенческой ассоциации. На чемпионате мира 2011 года выиграл золотую медаль в тройном прыжке с результатом 17,96 м — это пятое место в рейтинге прыгунов тройным за всю историю. В 2011 году подписал контракт с китайской фирмой по производству спортивной одежды Li Ning Company Limited.
На предолимпийском чемпионате мира в Дохе, американский спортсмен в четвёртый раз стал чемпионом мира в тройном прыжке, показав лучший результат сезона в мире 17,92 метра.

## Сезон 2014 года
18 мая на этапе Бриллиантовой лиги Shanghai Golden Grand Prix занял 4-е место с результатом 16,65 м.